# Wheels of Justice
Wheels of Justice est un film muet américain réalisé par Francis Boggs et sorti en 1911.

## Fiche technique
- Réalisation : Francis Boggs
- Scénario : Edward McWade
- Durée : 15 minutes
- Date de sortie :  États-Unis : 14 septembre 1911

## Distribution
- Kathlyn Williams
- Tom Santschi
- Charles Clay
- Tom Mix
- Joseph W. Girard